# 龙湖中环南站
龙湖中环南站是郑州地铁4号线与8号线的地铁换乘站，位于中华人民共和国河南省郑州市郑东新区（行政区划属金水区）如意东路与龙湖中环南路交叉口，于2020年12月26日随4号线的开通而启用，8号线部分于2024年12月29日投入运营。

## 车站结构
龙湖中环南站分为4号线车站和8号线车站两部分，4号线车站的主体结构位于如意东路东侧空地的地下，呈南北向布置，为地下三层车站。8号线车站位于4号线车站以北的龙湖中环南路地下，呈东西向布置，为地下二层车站，与4号线车站形成“T”形交叉。

### 车站楼层
龙湖中环南站4号线车站的主体结构为地下三层车站，B1层为站厅层，B2层为设备层，B3层为站台层。8号线车站的主体结构为地下二层车站，B1层为站厅层，B2层为站台层。

#### 4号线车站楼层
| 1F  | 地面     | A、B出入口                                                        | A、B出入口                                                        | A、B出入口                                                        |
| B1F | 站厅     | 客服中心、自动售票机、行李检查、闸机、车站控制室 连通 █ 8号线站厅 | 客服中心、自动售票机、行李检查、闸机、车站控制室 连通 █ 8号线站厅 | 客服中心、自动售票机、行李检查、闸机、车站控制室 连通 █ 8号线站厅 |
| B2F | 设备层   | 车站设备                                                          | 车站设备                                                          | 车站设备                                                          |
| B3F | █ 4号线  | 往老鸦陈方向（龙湖南）                                            | 往老鸦陈方向（龙湖南）                                            | 往老鸦陈方向（龙湖南）                                            |
| B3F | 岛式站台 | 至 █ 8号线站台                                                    | 至站厅                                                            | 卫生间                                                            |
| B3F | █ 4号线  | 往郎庄方向（农业东路）                                            | 往郎庄方向（农业东路）                                            | 往郎庄方向（农业东路）                                            |

#### 8号线车站楼层
| 1F  | 地面     | D、E、F出入口                                                     | D、E、F出入口                                                     | D、E、F出入口                                                     |
| B1F | 站厅     | 客服中心、自动售票机、行李检查、闸机、车站控制室 连通 █ 4号线站厅 | 客服中心、自动售票机、行李检查、闸机、车站控制室 连通 █ 4号线站厅 | 客服中心、自动售票机、行李检查、闸机、车站控制室 连通 █ 4号线站厅 |
| B2F | █ 8号线  | 往天健湖方向（小营）                                              | 往天健湖方向（小营）                                              | 往天健湖方向（小营）                                              |
| B2F | 岛式站台 | 卫生间                                                            | 至站厅 至 █ 4号线站台                                             |                                                                   |
| B2F | █ 8号线  | 往鲁庙方向（郑大一附院东区）                                      | 往鲁庙方向（郑大一附院东区）                                      | 往鲁庙方向（郑大一附院东区）                                      |

### 站厅
龙湖中环南站的4号线车站和8号线车站各设1座站厅，均设有客服中心、自动售票机、安全检查等设施。站厅由闸机和栏杆分隔为付费区和非付费区，4号线站厅的北端与8号线站厅连通，付费区和非付费区均互相连接。两座站厅的付费区内均设有自动扶梯、步梯和无障碍电梯，连接对应的站台。4号线站厅近A口通道处和8号线站厅近E口通道处设有卫生间和母婴室。

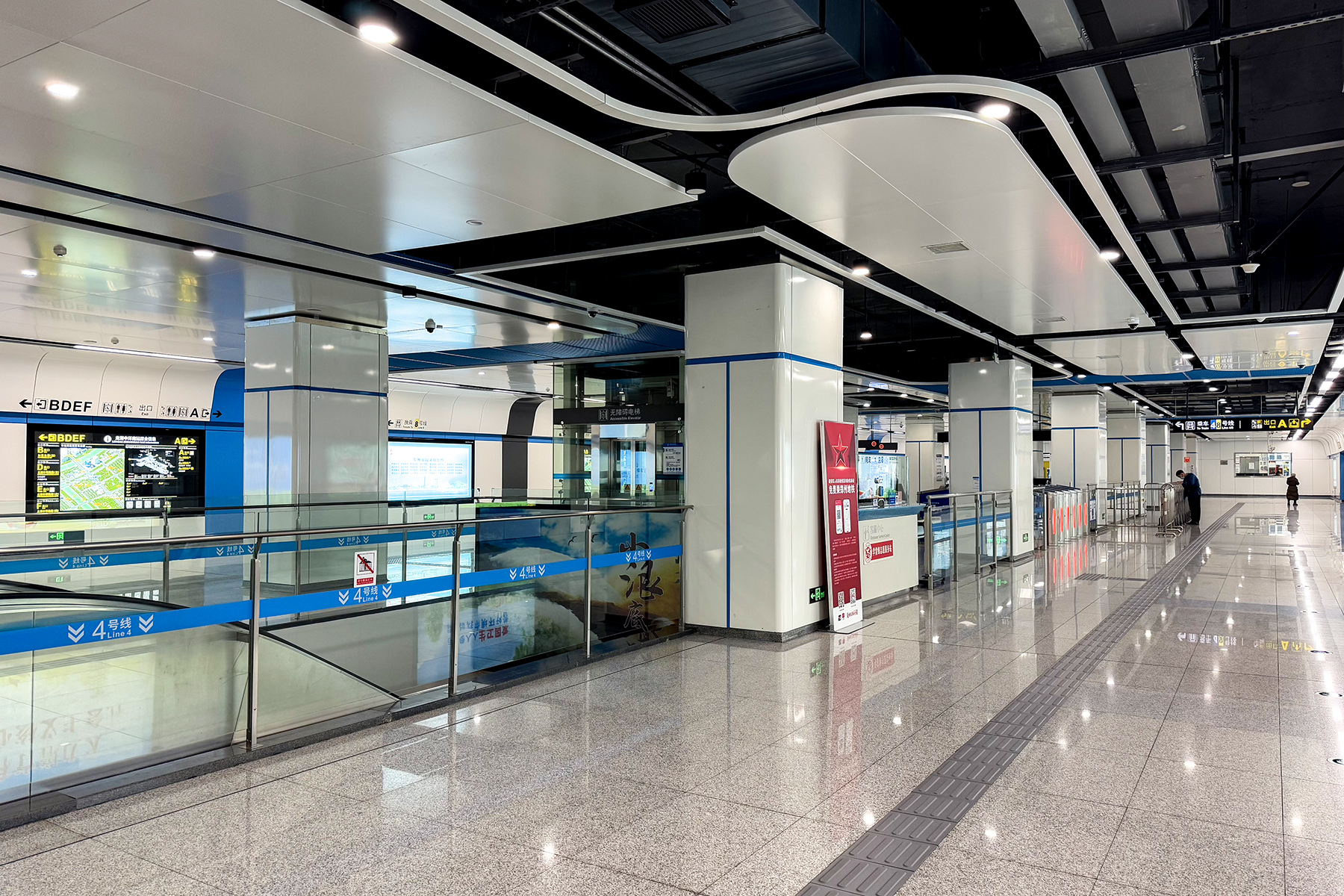
4号线站厅
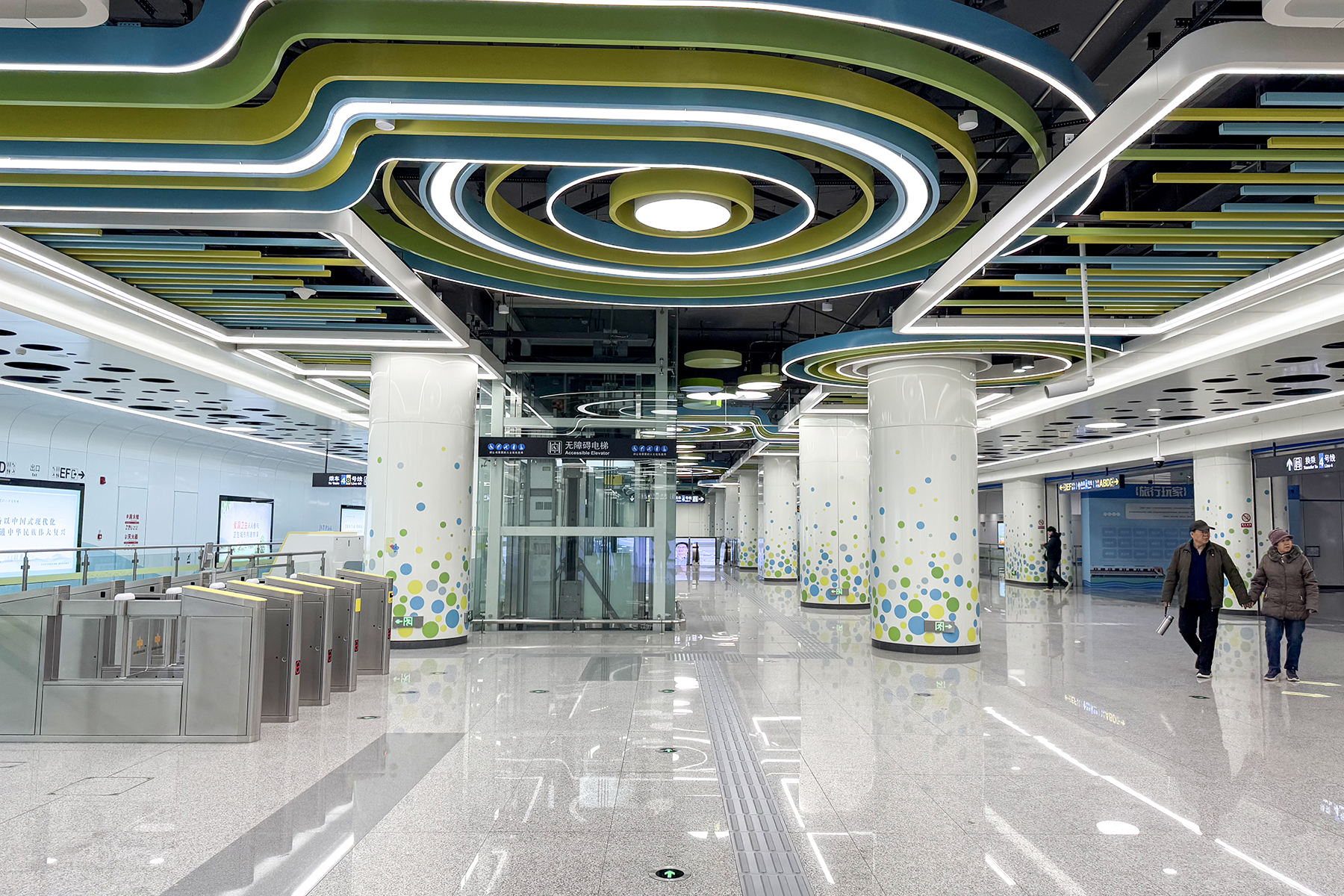
8号线站厅
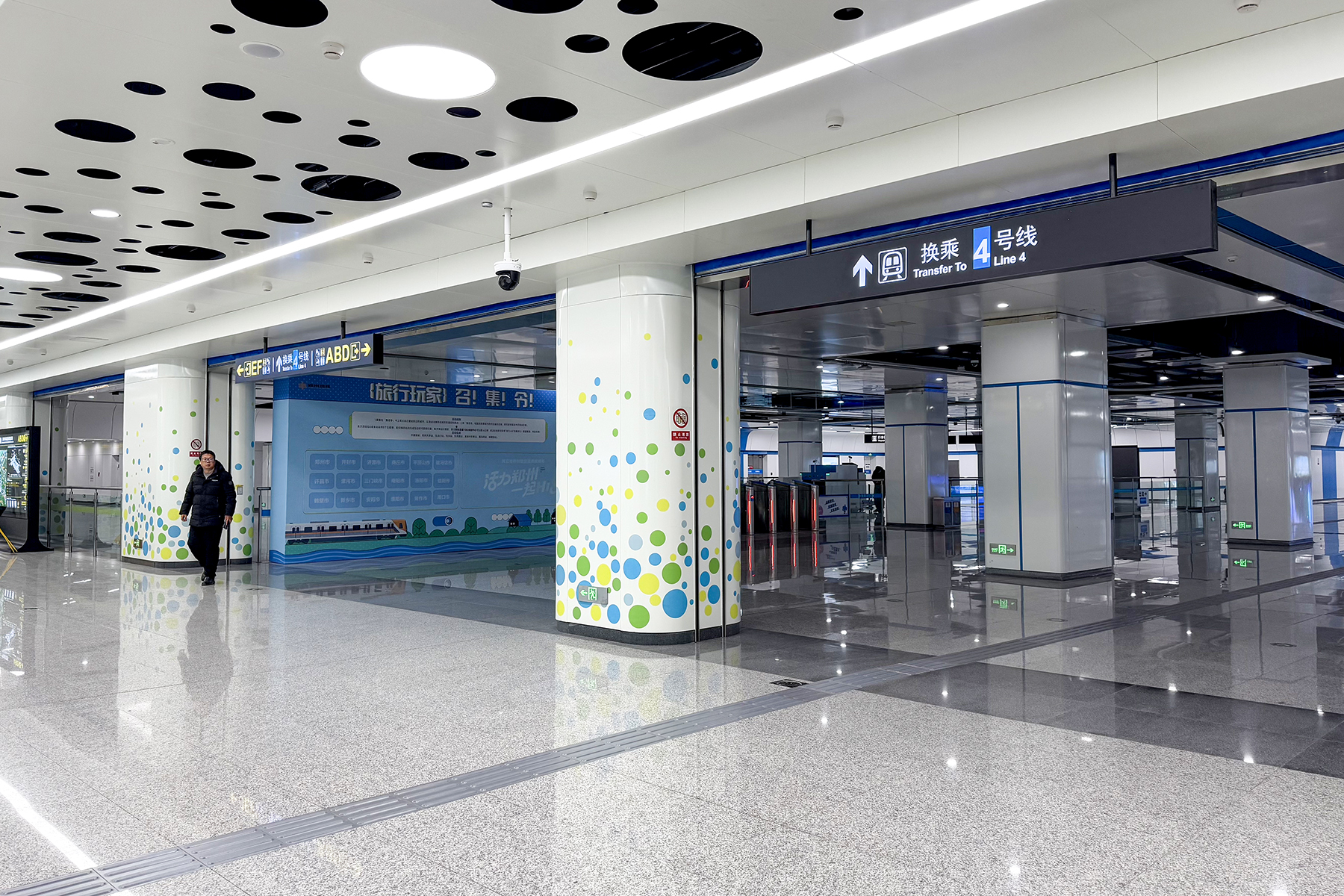
4号线站厅与8号线站厅连通处

### 站台
龙湖中环南站的4号线车站和8号线车站各设一座岛式站台，均安装有高站台门。4号线站台位于B3层，呈南北向，西侧站台面由往郎庄方向列车的使用，东侧站台面由往老鸦陈方向的列车使用，站台南端设有卫生间和母婴室。8号线站台位于B2层，呈东西向，北侧站台面由往天健湖方向列车的使用，南侧站台面由往鲁庙方向的列车使用，站台西端设卫生间和母婴室。
该站的两座岛式站台呈“T”形布置，在8号线车站中部设有换乘节点，通过步梯通道连接4号线站台的北端，形成T形换乘节点。

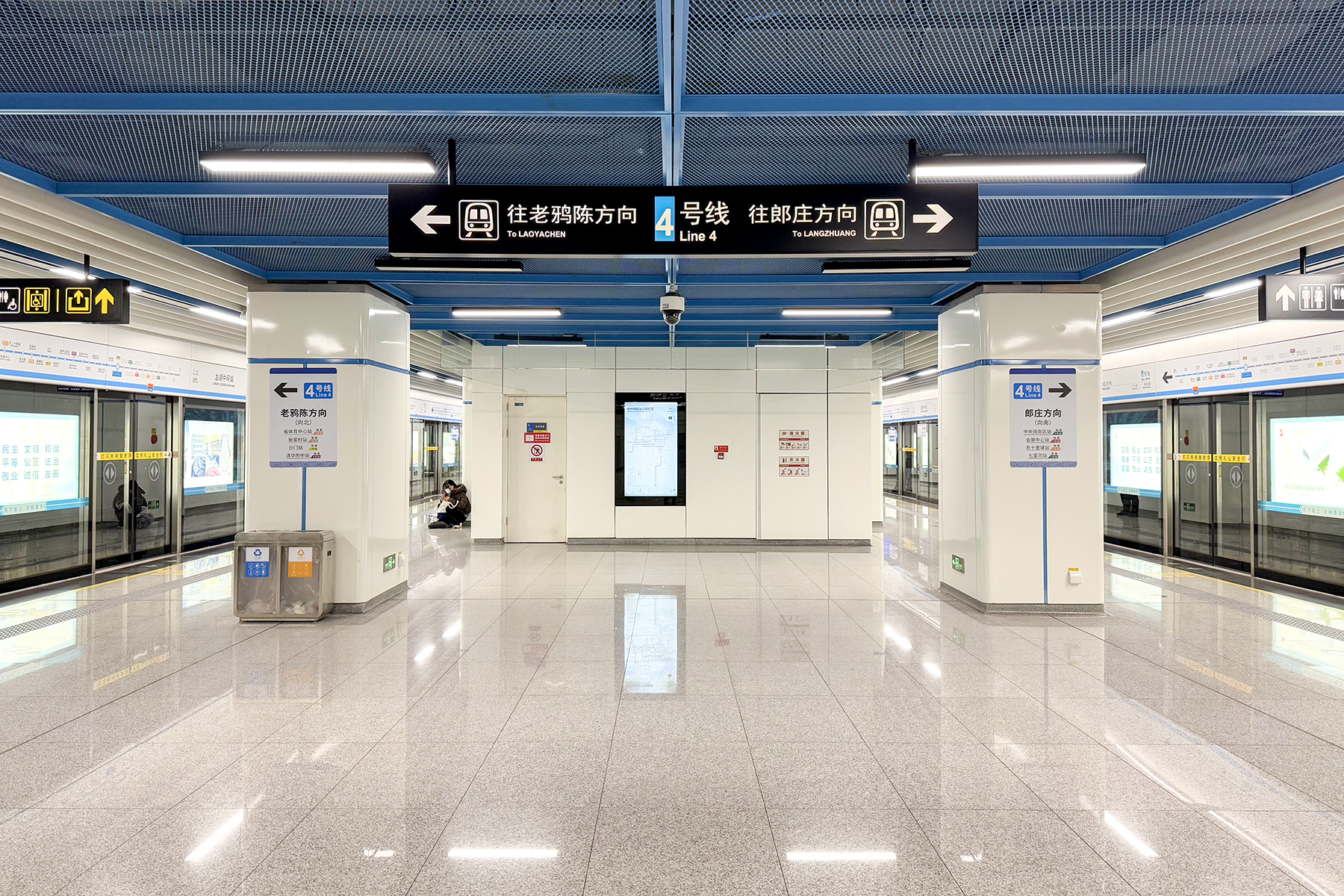
4号线站台
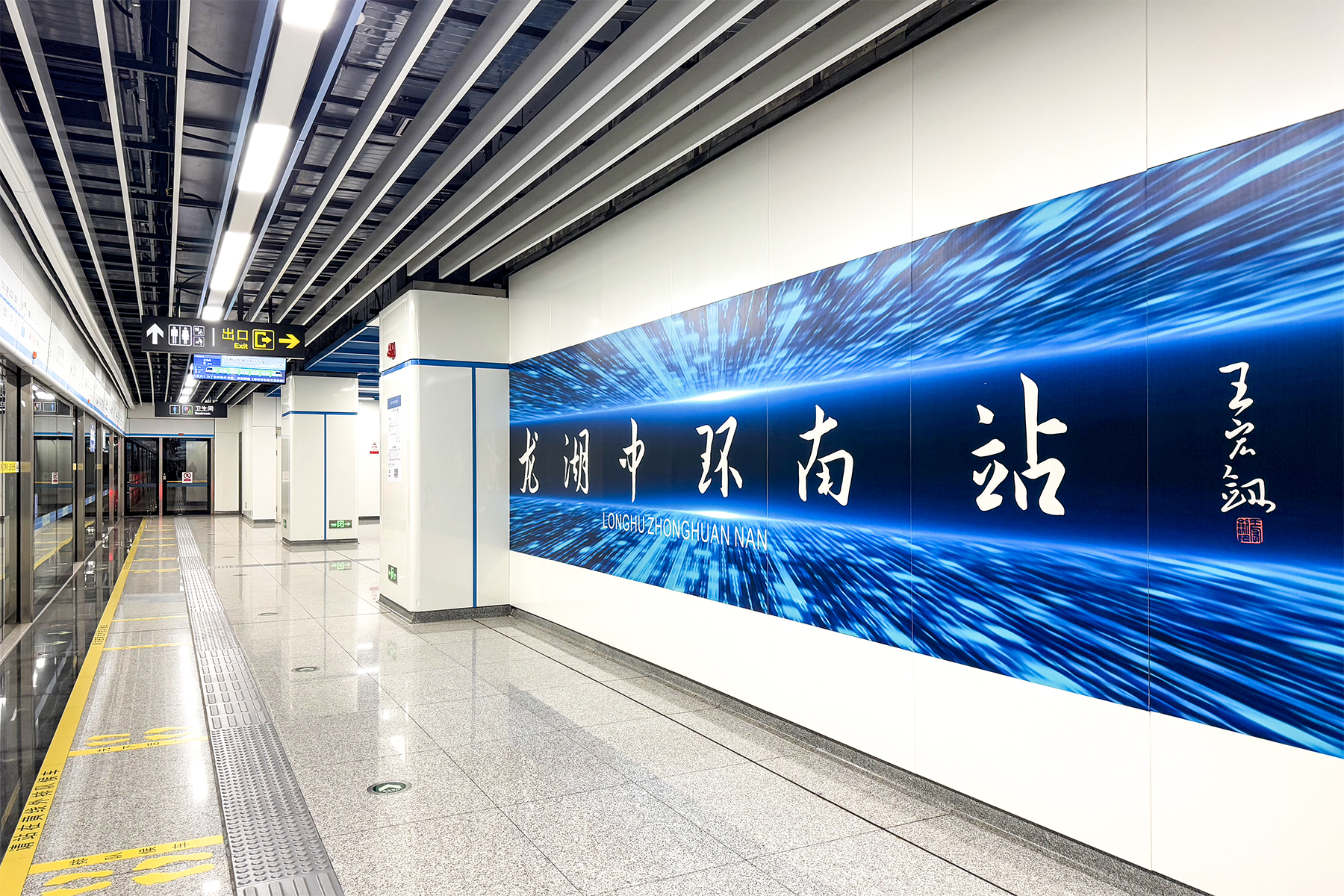
4号线站台上的站名大字壁
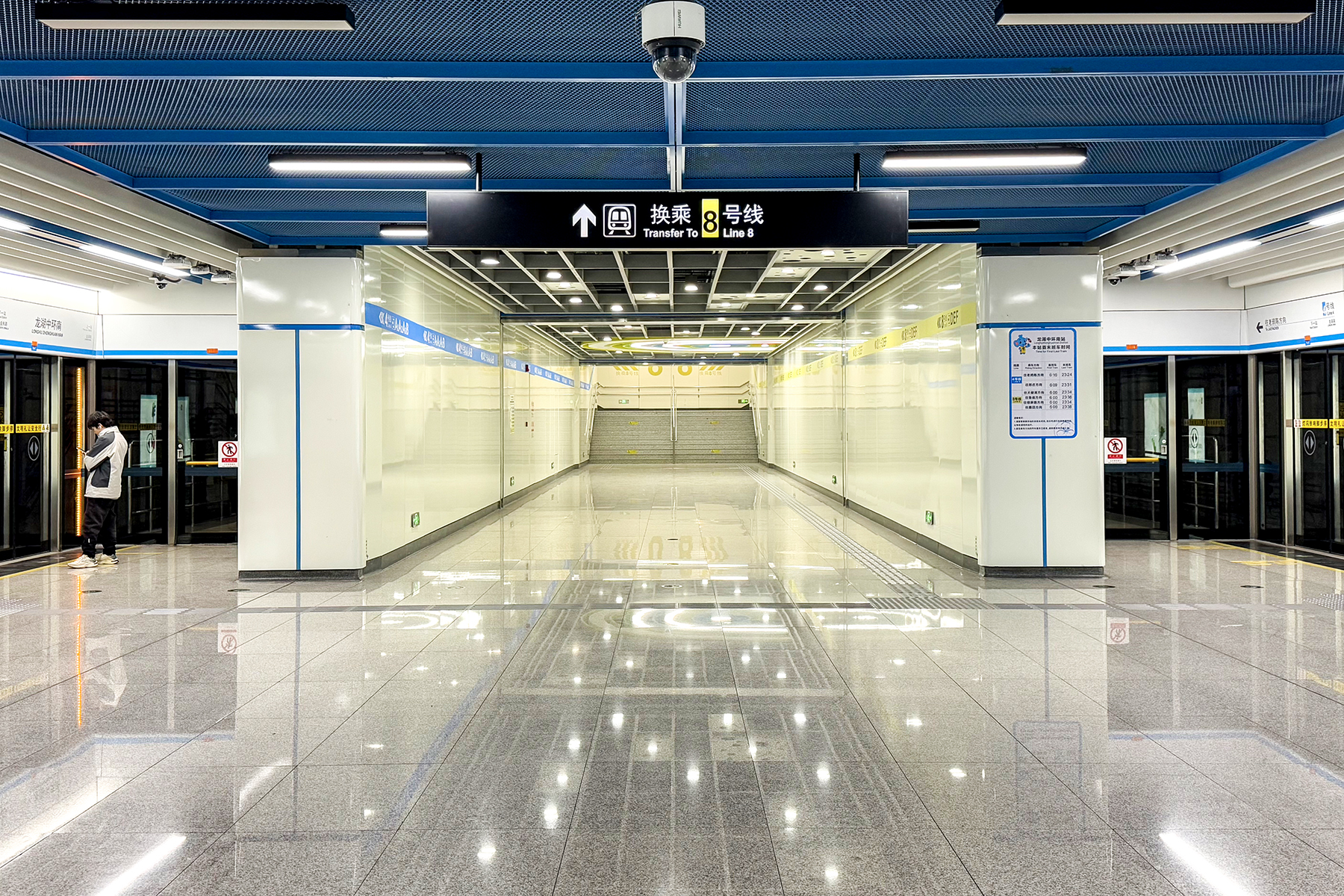
4号线站台北端换乘节点处

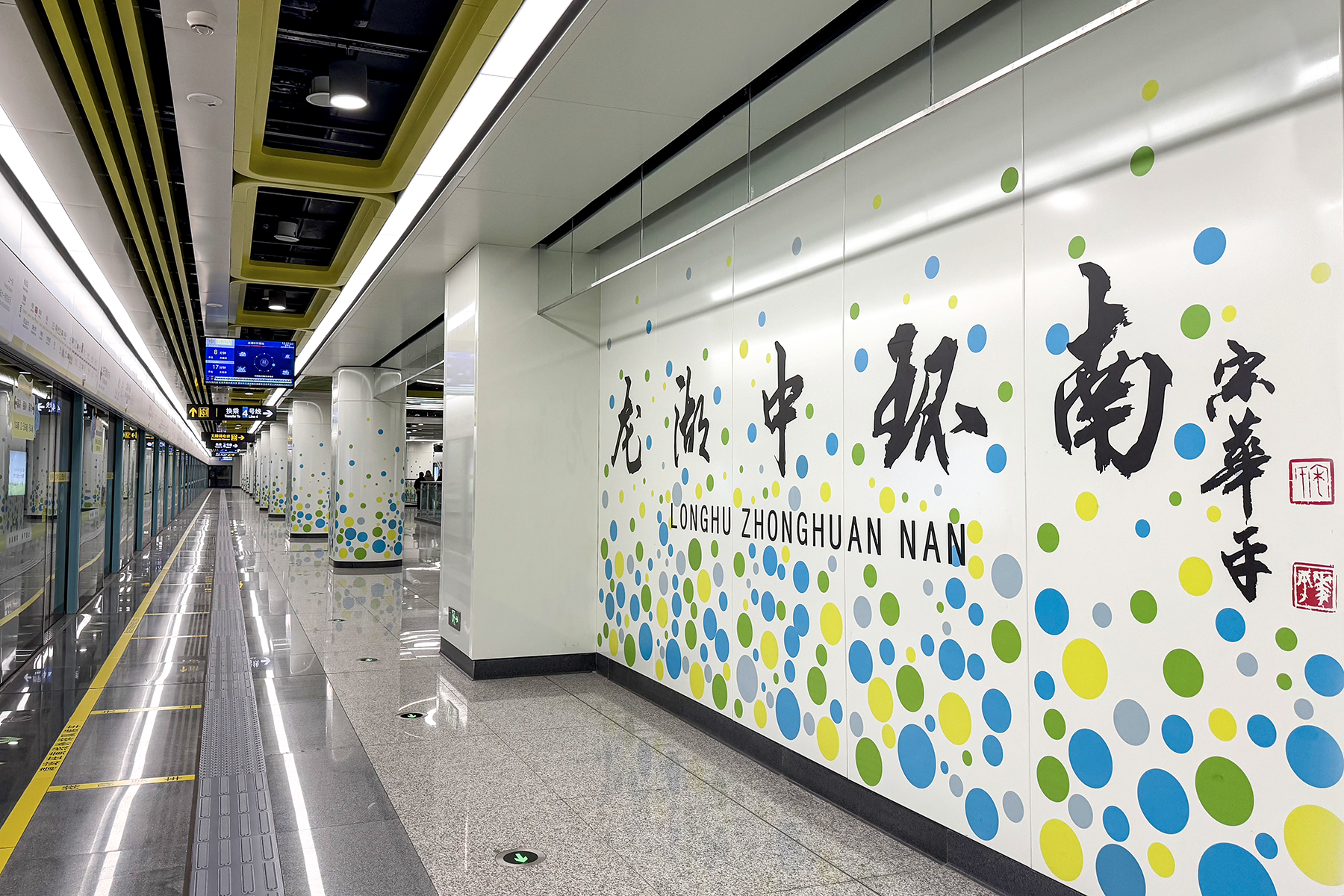
8号线站台上的站名大字壁
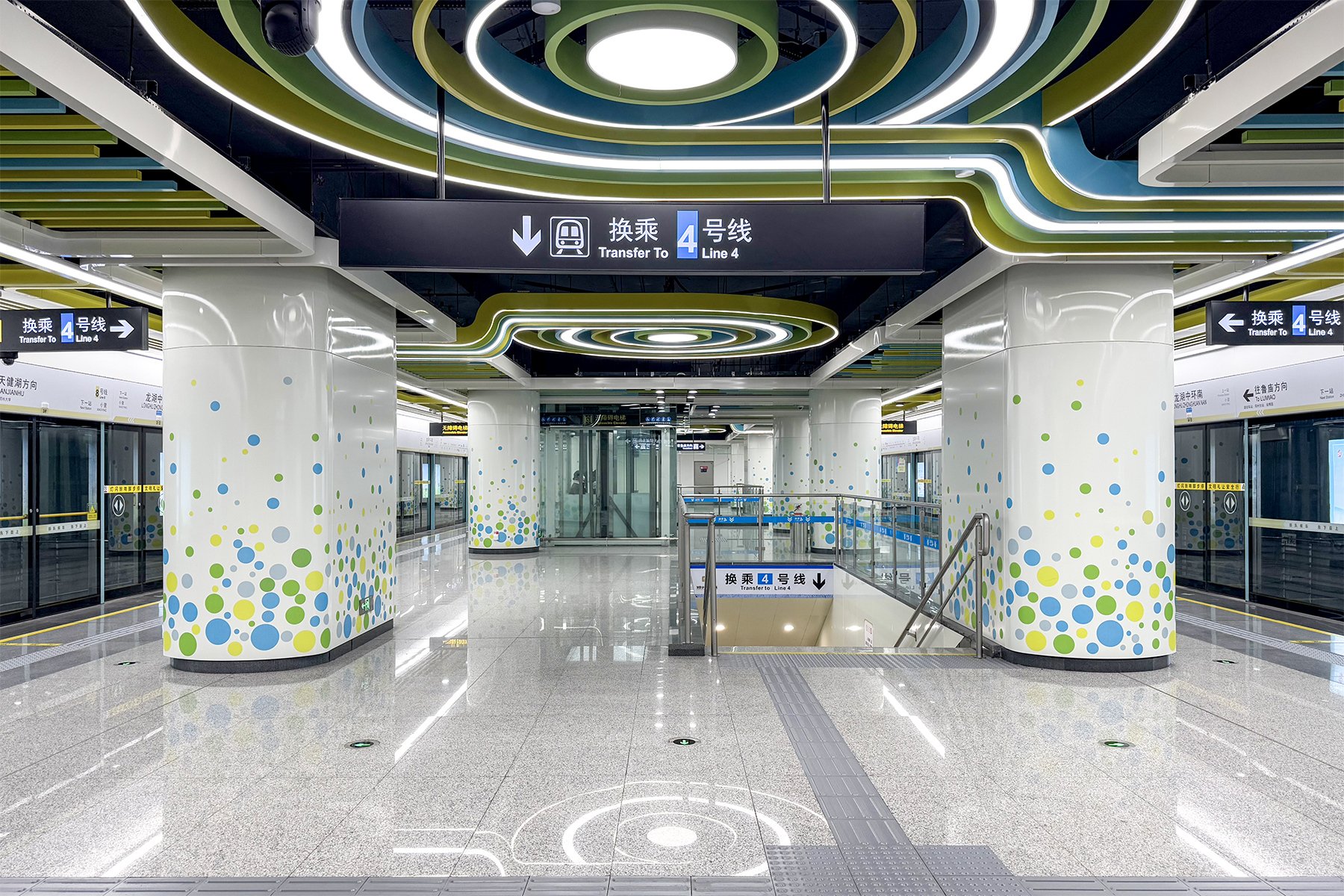
8号线站台中部换乘节点处

### 出入口
龙湖中环南站已开通A、B、D、E、F共5个出入口。A、B出入口连接地面和4号线站厅的非付费区，其中A口在地面又分为A1、A2、A3出入口，A1口和B口位于如意东路的东侧，A2口和A3口位于如意东路的西侧。D、E、F出入口连接地面和8号线站厅的非付费区，其中位于龙湖中环南路和如意东路交叉路口的西北角，E口和F口位于路口以东龙湖中环南路的北侧和南侧。A3口和E口设有无障碍电梯。
该站各出入口信息如下表所示。
| 如意东路龙湖中环路 | 如意东路龙湖中环路 | 如意东路龙湖中环路 | 如意东路龙湖中环路 | 如意东路龙湖中环路 |
| 编号               | 路线               | 路线               | 路线               | 备注               |
| ------------------ | ------------------ | ------------------ | ------------------ | ------------------ |
| S207               | 河南大学           | ⇆                  | 会展中心           |                    |

| 龙湖中环路如意东路 | 龙湖中环路如意东路 | 龙湖中环路如意东路 | 龙湖中环路如意东路 | 龙湖中环路如意东路 |
| 编号               | 路线               | 路线               | 路线               | 备注               |
| ------------------ | ------------------ | ------------------ | ------------------ | ------------------ |
| S207               | 河南大学           | ⇆                  | 会展中心           |                    |

| 龙湖中环路如意东路 | 龙湖中环路如意东路 | 龙湖中环路如意东路 | 龙湖中环路如意东路 | 龙湖中环路如意东路 |
| 编号               | 路线               | 路线               | 路线               | 备注               |
| ------------------ | ------------------ | ------------------ | ------------------ | ------------------ |
| S207               | 河南大学           | ⇆                  | 会展中心           |                    |